# Énergie en Tanzanie
Le secteur de l'énergie en Tanzanie a un profil caractéristique des pays les moins avancés : l'énergie dominante reste la biomasse, en particulier le bois pour le chauffage et la cuisine. Elle représente 92,5 % de la production d'énergie primaire et 82,6 % de la consommation intérieure d'énergie primaire en 2019.
Des réserves de gaz naturel relativement importantes, situées en mer, ont été découvertes depuis 2012. La production de gaz naturel (4,1 % de la production d'énergie primaire en 2019) est utilisée dans des centrales électriques, dans l'industrie et dans les transports (GNC). Un projet de terminal d'exportation de gaz naturel liquéfié est en cours de développement.
La Tanzanie produit également du charbon (2,2 % de la production d'énergie primaire en 2019), utilisé dans l'industrie.
L'électricité représente seulement 3 % de la consommation finale d'énergie. Elle est produite aux deux tiers par des centrales thermiques (gaz naturel 45,6 %, pétrole 20,9 %), à 31,5 % par des centrales hydroélectriques, à 1,1 % par le solaire photovoltaïque et à 0,9 % par de la biomasse.
Les émissions de CO2 liées à l'énergie par habitant en Tanzanie représentent seulement 4 % de la moyenne mondiale et 19 % de la moyenne africaine.

## Production d'énergie primaire
La production d'énergie primaire de la Tanzanie s'élevait en 2019 à 827,9 PJ, en progression de 185 % depuis 1990, répartie en 92,5 % de biomasse, 4,1 % de gaz naturel, 2,2 % de charbon, 1,1 % d'hydroélectricité et 0,04 % de solaire.

### Gaz naturel
BGR (Agence fédérale allemande pour les sciences de la Terre et les matières premières) estime les réserves prouvées de gaz naturel de la Tanzanie à 7 Gm3 (milliards de mètres cubes) fin 2020, loin derrière le Nigeria (5 848 Gm3), l'Algérie (2 279 Gm3) et l'Égypte (2 138 Gm3). Ces réserves représentent 7 années de production au rythme de 2020 (1 Gm3. Les ressources potentielles supplémentaires sont estimées à 1 600 Gm3.
En mars 2013, deux compagnies pétrolières associées, la norvégienne Statoil (rebaptisée depuis Equinor) et l'américaine ExxonMobil, annoncent leur troisième découverte majeure dans la région en un an : elles ont trouvé trouvé au large des côtes tanzaniennes, dans l'océan Indien, un gisement de gaz naturel situé à 2 kilomètres de profondeur renfermant entre 115 et 170 Gm3 de gaz naturel. Au total, selon le ministre tanzanien de l'énergie et des ressources minérales, les réserves de gaz tanzaniennes atteignent déjà 1 150 Gm3. Mais les gisements identifiés, souvent dispersés et profonds, ne seront pas techniquement exploitables ou viables économiquement. Des infrastructures coûteuses vont devoir être mises en place pour pouvoir exporter le gaz vers l'Asie. L'extraction du gaz, en mer pour l'essentiel, ne pourra pas commencer avant une dizaine d'années.
En juillet 2021, le ministre tanzanien de l’Énergie annonce un programme de 12,9 millions $ pour développer l’utilisation du gaz naturel comprimé (GNC) dans le pays. Le pays consomme le gaz qu’il produit à Songo Songo pour la production d’électricité, l'industrie, l’usage domestique et de façon marginale le transport. Environ 3 000 foyers sont approvisionnés en GNC à Dar es-Salaam, Mtwara et Lindi ; le nouveau programme permettra de convertir davantage d’automobiles au GNC.
En juin 2022, Equinor et Shell signent avec le ministère de l'Énergie un accord cadre pour la construction dans le port de Lindi d'un terminal d'exportation de gaz naturel liquéfié ; la décision finale d'investissement est prévue en 2025. Equinor exploite avec Exxon Mobil un bloc de gaz naturel, à une centaine de kilomètres au large de Lindi, dont les réserves sont estimées à  566 Gm3 ; Shell exploite, avec les compagnies partenaires Ophir Energy et Pavilion Energy, deux blocs avec des réserves estimées à 453 Gm3. Le début d'activité est espéré à l'horizon 2029-2030.

### Pétrole
Selon le BGR, la Tanzanie n'a pas de réserves prouvées de pétrole, mais aurait des ressources potentielles, à investiguer, de 500 Mt.

### Charbon
Selon le BGR, la Tanzanie dispose de 269 Mt de réserves prouvées de pétrole. Ces réserves représentent 384 années de production au rythme de 2020 (0,7 Mt). Les ressources potentielles supplémentaires sont estimées à 1 141 Mt.
La CIA estime la production de charbon en 2020 à 712 kt, dont 126 kt exportées.

## Importations d'énergie
En 2019, la Tanzanie a importé 105,7 PJ de produits pétroliers et 0,4 PJ d'électricité.

## Consommation d'énergie

### Consommation d'énergie primaire
La consommation intérieure d'énergie primaire de la Tanzanie s'élevait en 2022 à 1 097 PJ, en progression de 238 % depuis 1990, répartie en 76 % de biomasse, 14,3 % de produits pétroliers importés, 7 % de gaz naturel, 1,7 % de charbon, 0,9 % d'hydroélectricité, 0,05 % d'électricité importée et 0,01 % de solaire.
La consommation d'énergie primaire par habitant de la Tanzanie s'élevait en 2022 à 16,75 GJ, soit seulement 21 % de la moyenne mondiale : 78,3 GJ, mais 25 % au-dessus de la moyenne de l'Afrique : 13,35 GJ ; celle de l'Égypte était de 38,35 GJ, celle de la France de 130 GJ, celle de la Chine de 112,4 GJ et celle des États-Unis de 273 GJ.

### Consommation finale d'énergie
La consommation finale d'énergie de la Tanzanie s'élevait en 2019 à 797,9 PJ, répartie en 83,9 % de biomasse, 10 % de produits pétroliers, 2,3 % de charbon, 0,8 % de gaz naturel et 3,0 % d'électricité. Le secteur résidentiel consommait 71,2 % de cette énergie, l'industrie 10,5 %, les transports 8,6 %, l'agriculture 6,1 %, le secteur tertiaire 0,8 % et les usages non énergétiques (chimie) 0,3 %.
Le charbon est consommé par l'industrie, les produits pétroliers à 20 % pour la production d'électricité, à 69 % par les transports, à 6,8 % par le secteur résidentiel, à 2,5 % par les usages non énergétiques et à 1 % par l'agriculture. Le gaz naturel est utilisé à 86 % pour la production d'électricité et à 18 % par l'industrie.

## Secteur de l'électricité

### Production d'électricité
Selon l'AIE, la Tanzanie a produit 9,62 TWh en 2022, en progression de 491 % depuis 1990. Près de 70 % de cette électricité sont produits par des centrales thermiques, fonctionnant au gaz naturel (69,4 % du total) ou au pétrole (0,2 %) ; 29,3 % de l'électricité provient des barrages hydroélectriques, 0,3 % du solaire photovoltaïque et 0,8 % de la biomasse.
La puissance installée des centrales tanzaniennes s'élevait en 2020 à 1 623 MW, dont 65 % de centrales à combustibles fossiles, 32,8 % d'hydraulique, 1,3 % solaires et 1 % utilisant la biomasse et les déchets.

#### Hydroélectricité

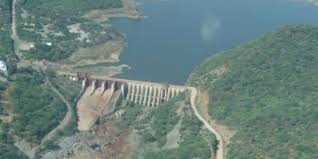
Barrage de Kidatu, 2019.

Selon l'International Hydropower Association (IHA), la production hydroélectrique de la Tanzanie s'est élevée à 4 TWh en 2024, soit 2,4 % de la production africaine, loin derrière l'Éthiopie (20 TWh), le Mozambique (18 TWh) et l'Égypte (15 TWh). La puissance installée des centrales hydroélectriques de la Tanzanie totalisait 2 704 MW fin 2024, soit 5,7 % du total africain, au 8e rang en Afrique, loin derrière l'Éthiopie (6 024 MW), l'Angola (3 890 MW), l'Afrique du sud (3 600 MW), la République démocratique du Congo  (3 216 MW) et la Zambie (3 164 MW). En 2024, la Tanzanie s'est classée au 2e rang mondial pour la puissance des centrales mises en service dans l'année : 1 880 MW, grâce à la mise en service de six turbines à la centrale Julius Nyerere (2 115 MW), sur le fleuve Rufiji, qui compte neuf turbines de 235 MW et est destinée à alimenter la Tanzanie, le Kenya, l'Ouganda et la Zambie.
En 2022, la centrale de Kikagati (15,6 MW) a été mise en service sur la frontière entre la Tanzanie et l'Ouganda.
Le barrage de Kidatu (204 MW), construit de 1972 à 1975 sur la rivière Ruaha, près de la ville de Kidatu, dans la région de Morogoro, à 337 km au sud-ouest de Dar es Salaam, a été réhabilité en 1993-94 et 1999.
Le barrage Julius Nyerere (anciennement « barrage de Rufiji » ou « barrage de Stiegler's Gorge ») est en construction depuis juin 2019 sur le fleuve Rufiji, dans la gorge de Stiegler, dans l'est de la Tanzanie, à environ 200 km de Dar es Salam. Ce grand barrage doit avoir une capacité de 2 115 MW et produire 5 920 GWh annuellement, quasiment autant que la production actuelle du pays. Ce projet a suscité l'opposition d'association écologistes car il va occuper 3 % de la réserve de gibier de Sélous, inscrite au patrimoine mondial en péril par l'UNESCO,. En octobre, les sociétés Arab Contractors et Elsewedy Electric, ayant terminé la construction du corps principal du barrage, commencent les préparatifs du remplissage du réservoir du barrage.

### Consommation d'électricité
Selon l'Agence internationale de l'énergie, la consommation moyenne d'électricité par habitant s'élève en 2022 à (122 kWh), soit 3,6 % de la moyenne mondiale (3 427 kWh) et 19,3 % de celle de l'Afrique (632 kWh).
En 2022, la consommation d'électricité en Tanzanie s'élevait à 7,99 TWh, dont 42 % pour le secteur résidentiel, 30 % pour le secteur tertiaire, 20,5 % pour l'industrie et 1,4 % pour l'agriculture.
Le taux d'accès à l'électricité atteint 40 % en 2019 (71 % en zones urbaines, 23 % en zones rurales).

## Impact environnemental
Selon l'AIE, les émissions de CO2 liées à l'énergie par habitant s'élèvent à 0,27 tonne en 2022 en Tanzanie, soit seulement 6 % de la moyenne mondiale : 4,29 tonnes.